# Battle Programmer Shirase
Battle Programmer Shirase (яп. BPS バトルプログラマーシラセ Бипиэсу Батору Пурогурама: Сирасэ) — аниме, показанное в 2003 году и спродюсированное компанией AIC. Сюжет сфокусирован на компьютерах.
Аниме состоит из 15 серий по 12 минут, в которых раскрываются 5 сюжетных линий.

## Сюжет
Сюжет BPS строится вокруг внештатного программиста по имени Акира Сирасэ. Он очень талантливый, хоть и загадочный компьютерный программист. Благодаря его потрясающим навыкам с ним связываются люди (которые очень похожи друг на друга, и их всех зовут Акидзуки Каору), чтобы он выполнял для них работу, связанную с информационной безопасностью. Сирасэ очень тихий парень, который живёт один в маленькой квартире рядом с домом своей племянницы. В начале серии строятся вокруг внештатной работы, которая показывает его способности, однако персонажи вновь появляются в следующих сериях, усложняя сюжет. Школа, в которой учился Сирасэ, постоянно упоминалась на протяжении всего аниме и появилась в последней серии, в которой персонажи начали проявлять скрытые отношения друг с другом. Как бы то ни было, аниме не получило продолжения.

## Персонажи
Акира Сирасэ (яп. 白瀬慧) — Главный герой аниме. Акира очень талантливый специалист, известный в мире хакеров как Боевой Программист Сирасэ (БПС). Гений в сфере компьютерного взлома и информационной безопасности, который может сделать всё, что угодно, на любом компьютере или телефоне.
Сэйю: Кадзуя Накаи
Мисао Амано (яп. 天野美紗緒) — внучатая племянница Акиры. Она очень застенчивая девочка, которая любит проводить время с Акирой, которого она называет онии-тян (яп. お兄ちゃん, старший брат). Она очень заботится о нём, и часто можно увидеть, как она готовит для Акиры или волнуется о нём. Иногда Мисао говорит мау-мау (яп. まうまう), слово, у которого нет никакого значения (оно могло быть добавлено авторами в качестве изящной фигуры речи, чтобы порадовать фанатов симпатичных девочек из аниме). Мисао выглядит очень молодо для пятиклассницы.
Сэйю: Мисато Фукуэн
Ёрико Юноки (яп. 柚木頼子) — девочка, которая работает на Военно-Морские Силы США. Её звание — майор Ёрико Юноки. Она впервые встретила БПС (Акиру), когда он возвращался домой из книжного магазина. Ёрико шла вместе с Мисао и попросилась к ней в гости. Она разбирается в компьютерах на уровне Акиры и в одной из серий предложила ему стать её напарником в Национальной Гвардии. Она также попросила его поехать в Америку вместе с ней. Похоже, что Ёрико испытывает к Акире глубокие чувства.
Сэйю: Фумико Орикаса
Мотоки Саэ (яп. 本木紗英) — учительница Мисао. В ранней серии она пыталась свести Мисао с мальчиком из седьмого класса. Позднее она пила в переулке и встретила Акиру, которого не видела со школы. Её заставили устроить брачную встречу, и, так как она не хотела идти, Мотоки напилась в переулке.
Сэйю: Юко Нагасима

## Музыка
В аниме использованы две песни. Открывающая тема, «Suddenly», исполненная Наоми Амагатой, закрывающая, «Pure Enough», — Юки Мацуры.

## Благодарность зрителям
В последней серии аниме был сделан необычный шаг: авторы извинились за окончание сериала не только перед местными японскими зрителями, но и перед сообществом фэнсабберов.
Всем, кто наслаждался показом сериала по телевизору, и всем тем, кто находится за пределом области вещания и принял специальные меры, чтобы смотреть сериал на экране своего монитора, и всем, кто незаконно смотрел его с субтитрами за границей, главный режиссёр Хаяси Хироки, представляющий весь персонал, хочет сказать, что ему очень жаль.